# Hollenstedt
Hollenstedt è un comune di 3.137 abitanti della Bassa Sassonia, in Germania.

Appartiene al circondario (Landkreis) di Harburg (targa WL) ed è parte della comunità amministrativa (Samtgemeinde) di Hollenstedt.
La cittadina, che ha oltre 1200 anni di storia, vanta una chiesa medievale con un campanile in legno.